# Brachistocrona

Una cicloide usata come una brachistocrona.

In fisica matematica, la brachistocrona (dal greco βράχιστος, brachistos - il più breve, χρόνος, chronos - tempo) è una traiettoria fra due punti che verifica il principio di Fermat. Costituisce un elemento fondamentale nello studio della meccanica classica e dell'ottica geometrica, collegandosi alla legge di Snell.

## Esempio meccanico

La sfera che percorre la cicloide raggiunge il punto di arrivo prima di tutte le altre.

Siano {\displaystyle A} e {\displaystyle B} due punti fissati. Consideriamo una massa puntiforme {\displaystyle M} che si muove in un piano verticale su una guida curva che connette due punti {\displaystyle A} e {\displaystyle B}; la massa {\displaystyle M} è soggetta al campo di gravità. Il tempo che {\displaystyle M} impiega per andare da {\displaystyle A} a {\displaystyle B}, con velocità iniziale nulla, dipende dalla traiettoria, che è determinata dalla forma della guida. Contrariamente a quanto si pensa, il tempo non è minimo se la guida è quella di lunghezza minima fra {\displaystyle A} e {\displaystyle B} (cioè rettilinea). La curva che permette alla particella di andare dal punto {\displaystyle A} al punto {\displaystyle B} nel minor tempo possibile è una cicloide ed è chiamata brachistocrona, ossia curva del tempo più corto, e la sua determinazione è un esempio classico di problema che si risolve con il calcolo delle variazioni. 
La soluzione del problema è quindi una cicloide che ha come estremi i punti {\displaystyle A} e {\displaystyle B}.

## Storia

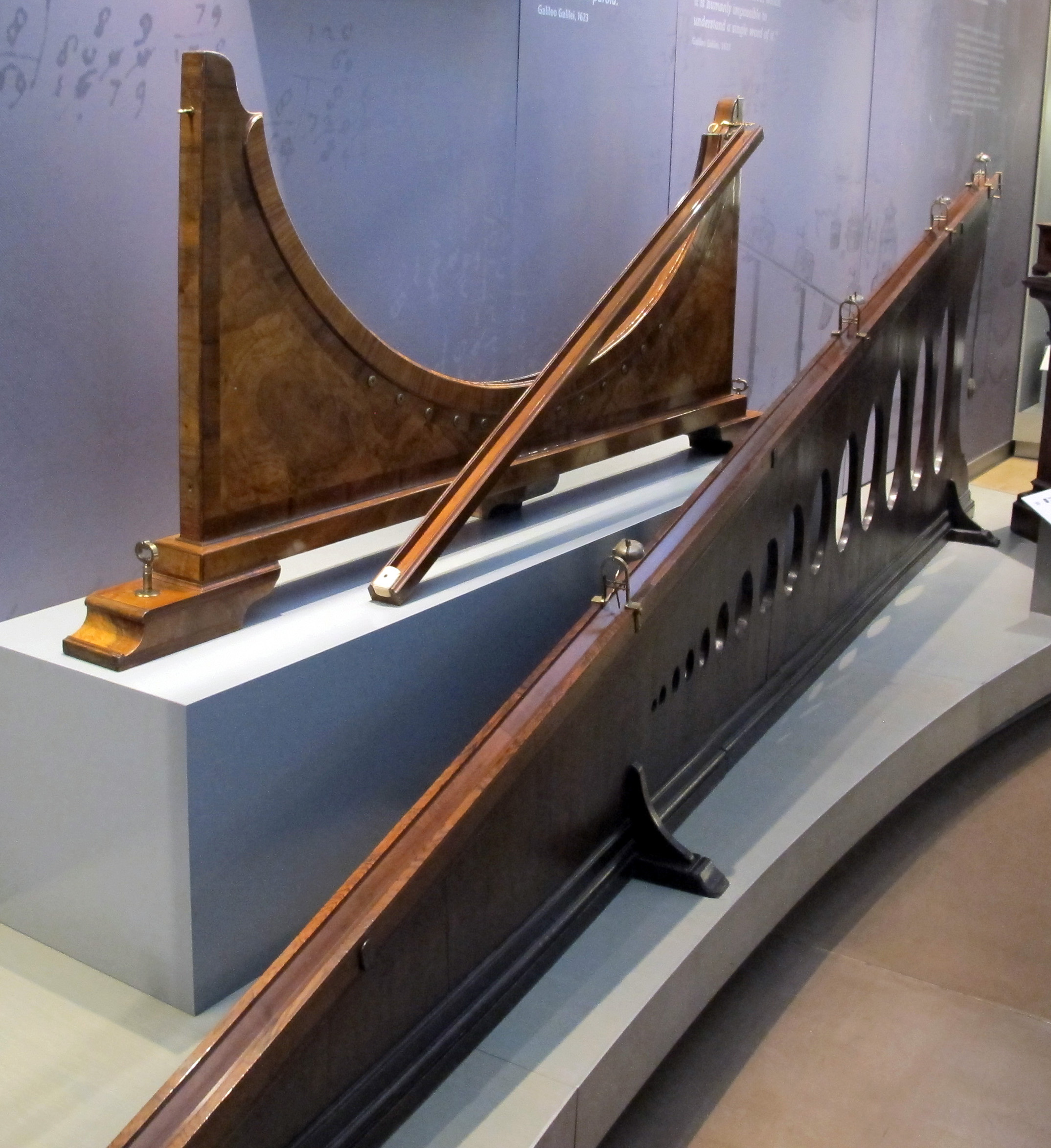
Discesa brachistocrona di Francesco Spighi (XVII secolo, Museo Galileo di Firenze).

Già Galilei aveva notato che una sfera che rotola lungo un arco di cerchio arriva prima alla sua estremità rispetto a una che percorre la corda corrispondente, anche se la traiettoria di quest'ultima è più corta. 
Il problema fu però proposto per la prima volta in forma ufficiale da Johann Bernoulli nel giugno del 1696. Nella sua introduzione egli accennava al fatto che esso fosse difficoltoso anche per quei matematici che avevano ampliato la matematica con dei teoremi "che (essi dicono) non erano conosciuti da nessuno", con evidente allusione e sfida a Newton, che era schierato contro di lui nella disputa Newton-Leibniz. Il problema circolò in tutta Europa e dopo poco tempo arrivarono una risposta di Leibniz, una di de l'Hopital e una dall'Inghilterra non firmata: Bernoulli riconobbe subito Newton come l'autore. Si dice addirittura che il grande scienziato inglese risolse il problema in una notte dopo un'estenuante giornata di lavoro. 
In seguito anche Alexis Fontaine des Bertins e Jakob, fratello rivale di Johann Bernoulli, risolsero il problema.

## Dimostrazione
Vogliamo dimostrare
che il tempo che la pallina impiega per muoversi da {\displaystyle A} a {\displaystyle B}, dove {\displaystyle A} e {\displaystyle B} sono due punti su un piano verticale, è minimo quando la guida che connette {\displaystyle A} e {\displaystyle B} ha la forma di una cicloide. Tale guida è supposta liscia, dunque l'energia totale della pallina si conserva. Scegliamo un sistema di riferimento cartesiano con l'asse {\displaystyle x} orizzontale e {\displaystyle y} verticale, come di consueto, ma poniamo la direzione crescente delle ordinate verso il basso e l'origine degli assi nel punto {\displaystyle A}. Così facendo, essendo nulla la velocità iniziale della pallina, se poniamo lo zero del potenziale gravitazionale in {\displaystyle y=0}, allora l'energia totale della pallina è nulla nel nostro sistema di riferimento.
Per la conservazione dell'energia abbiamo che in ogni momento del moto {\displaystyle E={\frac {1}{2}}mv^{2}-mgy=0}, allora {\displaystyle v={\sqrt {2gy}}}.
La lunghezza della curva è data in generale da {\displaystyle S=\int \|\Phi '(u)\|\,du}, dove {\displaystyle \Phi (u):\mathbb {R} \longrightarrow \mathbb {R} ^{2}} è la rappresentazione della guida sul piano {\displaystyle x,y}. In pratica {\displaystyle \Phi (u)} è una funzione che associa al parametro {\displaystyle u} il vettore {\displaystyle (x(u),y(u))}, tale che l'immagine di {\displaystyle \Phi } è proprio la guida della pallina. La lunghezza della curva, poiché in questo caso essa è esprimibile anche come grafico di una certa {\displaystyle y=f(x)}, si può dimostrare essere {\displaystyle S=\int _{x_{A}}^{x_{B}}{\sqrt {1+(y'(x))^{2}}}\,dx}.
A questo punto osserviamo che {\displaystyle dS={\sqrt {1+(y'(x))^{2}}}\,dx}, quindi il tempo impiegato per percorrere {\displaystyle dS} è {\displaystyle dt={\frac {dS}{v}}}, dunque il tempo per andare da {\displaystyle A} a {\displaystyle B} è 
{\displaystyle T=\int _{t_{a}}^{t_{b}}dt=\int _{S_{a}}^{S_{b}}{\frac {dS}{v}}=\int _{x_{a}}^{x_{b}}{\sqrt {\frac {1+(y'(x))^{2}}{2gy}}}\,dx}.
Ci siamo ricondotti ad un problema di minimizzazione del funzionale {\displaystyle T[y]}. Osserviamo l'esistenza di una quantità costante {\displaystyle H=y'{\frac {\partial L}{\partial y'}}-L}, dove {\displaystyle L=L(y,y')} è l'integranda del funzionale. {\displaystyle H}, ricavato in analogia con l'Hamiltoniana , è costante rispetto a {\displaystyle x}, ovvero {\displaystyle {\frac {dH}{dx}}=y''{\frac {\partial L}{\partial y'}}+y'{\frac {d}{dx}}{\frac {\partial L}{\partial y'}}-{\frac {\partial L}{\partial y'}}y''-{\frac {\partial L}{\partial y}}y'=y'\left({\frac {d}{dx}}{\frac {\partial L}{\partial y'}}-{\frac {\partial L}{\partial y}}\right)=0}
perché, se {\displaystyle y} è la funzione che minimizza il tempo, allora valgono le Equazioni di Eulero-Lagrange.
A questo punto possiamo porre {\displaystyle H=c} costante reale, poi possiamo sostituire {\displaystyle L} all'interno di {\displaystyle H} e trovare l'equazione {\displaystyle {\frac {1}{{\sqrt {2gy}}{\sqrt {1+y'^{2}}}}}=c}. A questo punto portiamo le costanti a destra ed eleviamo al quadrato entrambi i termini dell'equazione. Così se sostituiamo {\displaystyle k={\frac {1}{2gc^{2}}}} l'equazione diventa {\displaystyle y={\frac {k}{1+y'^{2}}}}.
A questo punto possiamo risolvere l'equazione sostituendo {\displaystyle y'=\tan(\theta )}  
da cui si ricava {\displaystyle y=k\cos ^{2}(\theta )}. Derivando quest'ultima espressione rispetto a {\displaystyle \theta }  otteniamo un'altra formula per {\displaystyle y'}, ovvero {\displaystyle y'=-2k\cos {\theta }\sin {\theta }}. Eguagliando le due espressioni di {\displaystyle y'} otteniamo un'equazione differenziale in {\displaystyle \theta }, ovvero {\displaystyle \theta '={\frac {d\theta }{dx}}={\frac {\tan(\theta )}{-2k\cos(\theta )\sin(\theta )}}}. Risolvendo per separazione di variabili otteniamo {\displaystyle x={\frac {-k}{2}}(2\theta +\sin(2\theta ))} che, insieme alla precedentemente trovata {\displaystyle y=k\cos ^{2}(\theta )={\frac {k}{2}}(1+\cos(2\theta ))} forma l'equazione parametrica di una cicloide, come si voleva dimostrare. Ponendo {\displaystyle \phi =\pi -\theta } si porta l'equazione trovata nella forma canonica.